# Stefan Wiesner (Fallschirmspringer)
Stefan Wiesner (* 1982) ist ein deutscher Sportsoldat als Fallschirmspringer und mehrfacher Weltmeister im Ziel- und Stilspringen in der Einzel- und in der Mannschaftswertung.

## Biografie
Stefan Wiesner, dessen Eltern ebenfalls Fallschirmsportler waren, ist von Beruf Soldat bei der Bundeswehr im Rang eines  Hauptfeldwebels. Von seinen Eltern (Vater früherer Weltmeister, Mutter Trainerin im Fallschirmspringen in Dänemark und in der Schweiz) erbte er die Begeisterung für den Fallschirmspringersport. Er wurde dabei als Angehöriger der Sportfördergruppe der Bundeswehr in Altenstadt / Schongau mehr als ein Dutzend Mal Weltmeister in verschiedenen Disziplinen seines Sportes.
Erfolgreich war er in seiner Parade-Disziplin, dem Zielspringen, sowohl im Einzelziel- wie auch im Mannschaftsspringen. Er ist mit über 15 000 Sprüngen der erfolgreichste deutsche Fallschirmspringer. Er zählt zu dem weltbesten Fallschirmspringern in seinen Disziplinen.
Wiesner ist Mitglied der Fallschirm-Sportfördergruppe und ist in Altenstadt, Oberbayern, an der Luftlande-/Lufttransportschule (LL/LTrspS) des Heeres der Bundeswehr stationiert.

## Erfolge
2014 wurde er in der Kombinationswertung aus Ziel- und Stilspringen Weltmeister, 32 Jahre nachdem schon sein Vater diesen Titel erkämpft hatte.  Die Weltmeisterschaft im Zielspringen errang er als einziger Springer viermal in Folge. Außerdem gewann er 2009 bei den World Games in Taiwan die Goldmedaille und damit den Weltmeistertitel im Zielspringen.
Bei den Militärweltmeisterschaften im Fallschirmspringen (CISM) im Juni 2022 in Güssing, Österreich, erreichte Wiesner mit seinen Teamkollegen Hauptfeldwebel Christoph Zahler, Hauptfeldwebel Kai Erthel, Stabsunteroffizier Robin Griesheimer und Stabsunteroffizier Nils Kammer in der Mannschaftskombinationswertung sowie im Mannschaftszielspringen mit großem Abstand den ersten Platz und erzielte damit  einen weiteren Weltmeistertitel.
Für seine sportlichen Erfolge überreichte ihm am 3. November 2017 Bundesinnenminister Thomas de Maizière das von Bundespräsident Frank-Walter Steinmeier verliehene Silberne Lorbeerblatt.